# Bilisht
Bilisht ([biliʃt]; bepaalde vorm: Bilishti; Grieks: Βίγλιστα, Viglista; Macedonisch: Билишта, Bilišta) is na de gemeentelijke herinrichting van 2015 een deelgemeente (njësitë administrative përbërëse) van de Albanese stad (bashkia) Devoll. De stad, die slechts negen kilometer van de grens met Griekenland verwijderd ligt, telt 6250 inwoners (2011) en ligt in de prefectuur Korçë. Bilisht ligt op een hoogte van 930 meter, waarmee het de op een na hoogstgelegen stad van het land is — alleen het naburige Ersekë ligt nog hoger.
De stad is niet te verwarren met Qendër Bilisht ('centrum Bilisht'), een andere deelgemeente.

## Bevolking

### Religie
De grootste religie in Bilisht is de (soennitische) islam. Deze religie werd in 2011 beleden door 4.011 personen, oftewel 64,18% van de bevolking. De grootste minderheidsreligie is het christendom, met name de Albanees-Orthodoxe Kerk (543 personen; oftewel 8,69%).
| Plaats  | Bevolking (2011) | Islam (%)      | Katholiek (%) | Orthodox (%) | Bektashisme (%) |
| ------- | ---------------- | -------------- | ------------- | ------------ | --------------- |
| Bilisht | 6.250            | 4.011 (64,18%) | 84 (1,34%)    | 543 (8,69%)  | 9 (0,14%)       |

## Sport
Voetbalclub KF Bilisht Sport speelde tot het seizoen 2010-2011 in de Kategoria e Parë, de tweede hoogste nationale klasse van Albanië. Tijdens dat seizoen eindigde het team voorlaatste en degradeerde het naar de Kategoria e Dytë.

## Geboren
- Jashar Kovaçi (1930-1992), volksmuzikant
- Thanas Jorgji (1955), schrijver